# Michaela Žáková
Michaela Žáková (* 1988, Kadaň) je česká historička.

## Životopis
V letech 2008 až 2013 absolvovala magisterské studium na Filozofické fakultě Univerzity Karlovy, kde poté pokračovala také v doktorském studiu, které úspěšně dokončila v roce 2019. Obhájila disertační práci na téma Tereziánský ústav šlechtičen na Pražském hradě.
V roce 2019 pracovala v Národním technickém muzeu a od roku 2020 je vědeckou pracovnicí Historického ústavu Akademie věd ČR, kde zastává i funkci vědecké tajemnice. Odborně se zaměřuje na dějiny šlechtických elit 18. a 19. století, dějiny žen a gender history, dějiny filantropie, dějiny habsbursko-lotrinské dynastie a také na dějiny dámského automobilismu.

### Ocenění
- 2022 – Cena Josefa Pekaře (Sdružení historiků České republiky a Pekařova společnost Českého ráje) za knihu Tereziánský ústav šlechtičen na Pražském hradě[3]
- 2024 – Prémie Otto Wichterleho[4]
- 2024 – Cena Akademie věd ČR za knihu Tereziánský ústav šlechtičen na Pražském hradě[5]